# Schloss Mattsies
Das Schloss Mattsies befindet sich südlich von Mattsies, einem Ortsteil von Tussenhausen im Landkreis Unterallgäu in Bayern. Es war ursprünglich bis in die Mitte des 14. Jahrhunderts Sitz der Marschalken von Mattsies und befindet sich heute in Privatbesitz. Das Schloss steht unter Denkmalschutz.

## Geschichte
Die Anlage wurde als Hochschloss des Geschlechts der Mazzensiez zwischen 1202 und 1220 erbaut. Die erstmalige Nennung des Schlosses erfolgte im Jahr 1246. Ungefähr ab der Zeit von 1270/1280 bis in die Mitte des 14. Jahrhunderts war das Schloss der Sitz der Marschalken von Mattsies. Als burgauisches Lehen befand es sich ab 1357 im Besitz derer von Ellerbach. Kaiser Friedrich III. gab den Befehl, das Schloss niederzubrennen, der am 16. Januar 1456 durch Graf Oswald von Thierstein ausgeführt wurde. Ursache für die Zerstörung war die Beteiligung Hans Burkhards von Ellerbach, Sohn des Burkhard von Ellerbach, an der Belagerung der ungarischen Stadt Güns. Zwei Jahre später, 1458, kauften die Stein von Ronsberg die Herrschaft. Diepold von Stein zu Jettingen, ein Hauptmann des Schwäbischen Bundes, ließ die Burg von den Bauern unter Knopf von Leubas 1525 plündern und abermals durch Niederbrennen zerstören. Der Begründer der Familie Fugger-Glött, Christoph Fugger von Kirchberg und Weißenhorn, kaufte die Herrschaft 1598 von Marquard von Stein. In seinem Besitz verblieb das Schloss bis zum Jahr 1679 und ging danach an Herzog Maximilian Philipp von Bayern über. Als Herzog Maximilian 1705 starb, erwarben die bayerischen Kurfürsten das Schloss. Während des Spanischen Erbfolgekrieges 1709 dem Hochstift Augsburg als Kriegsentschädigung zugewiesen, kam es 1714 an Bayern zurück. Die bayerische Hofkammer verpachtete es 1754 dem Freiherrn von Lafabrique. Gräfin Maria Josepha von Toerring-Seefeld hatte das Schloss als Mannslehen in der Zeit von 1785 bis 1808 in Besitz. In den Jahren danach wechselten die Besitzer sehr häufig: 1810 Kurfürstin Leopoldine, 1835 die Grafen Waldburg-Hohenems, 1854 die Freiherren von Botzheim und 1905 Freiherr Walter von Rougemont. Im Verlauf des 20. Jahrhunderts befand sich der ehemalige Adelssitz über Jahrzehnte im Besitz der Familie Berg, 1975 wurde er weiterveräußert. Derzeit befindet sich das Schloss in Privatbesitz, steht aber seit Jahrzehnten leer und droht zu verfallen.
Die Nebengebäude sind teils schon verfallen, das Schloss ist seit den 2000er-Jahren notdürftig mit Dachplanen gesichert, um den fortschreitenden Verfall aufzuhalten. Es steht zusammen mit den umgebenden Ländereien seit längerer Zeit zum Verkauf.

## Baubeschreibung
Der bestehende Bau stammt im Wesentlichen aus dem 16. Jahrhundert und wurde nach den Zerstörungen 1525 errichtet. Mitte des 19. Jahrhunderts kam es zu Veränderungen, die das Portal und den Aborterker an der Nordseite betrafen. Weitere Umbauten erfolgten 1905 während des Besitzes von Freiherr von Rougemont. In diese Zeit fielen der Bau eines neuen Treppenhauses an der Nordwestecke sowie Erweiterungen an der Südwestecke. Die Umbauten erfolgten nach Plänen des Münchners Hans Schurr. Im Zuge dieser Bautätigkeiten wurde festgestellt, dass das gesamte Nordostviertel des Schlosses ursprünglich als freier Turm errichtet und erst im Zusammenhang mit der Errichtung des Hochschlosses, vermutlich im 13. Jahrhundert, in die Anlage eingebaut wurde. Die Zwischenmauer dieses Gebäudeteiles war mehr als einen Meter stark und reichte bis in das vierte Stockwerk. Im unteren Bereich war sie aus Tuffsteinen errichtet und wies im obersten Stockwerk vermauerte Schussnischen – vier auf der Giebelseite, sechs auf der Längsseite – auf. Durch den Umbau und vor allem durch den Einbau des Treppenhauses lässt sich dies nur noch sehr schwer nachvollziehen.
Zuletzt wurde das Schloss in Richtung Südwesten verlängert. In der Vorhalle mit Kreuzgratgewölbe befindet sich ein Wappen der Freiherren von Rougement. Das Hauptgebäude steht am nördlichen Ende der Anhöhe. Es besteht aus einem Wohnturm mit fünf Geschossen und türmchenartigen Giebelaufsätzen am Satteldach. Der Anbau im Südwesten stammt aus der Neurenaissance. Die beiden Obergeschosse des Anbaus sind mit hölzernen Loggien ausgestattet. Die Südwestecke wird von einem zylindrischen Turm mit einem Kegeldach begrenzt. Ein Erker aus der Mitte des 19. Jahrhunderts befindet sich an der Nordseite und ein weiterer polygonaler Eckerker an der Nordwestseite. Auf der Südseite des Schlosses wird durch die langgezogenen Ökonomiegebäude aus dem 18. Jahrhundert ein Vorhof gebildet.